# Freie Straße 7

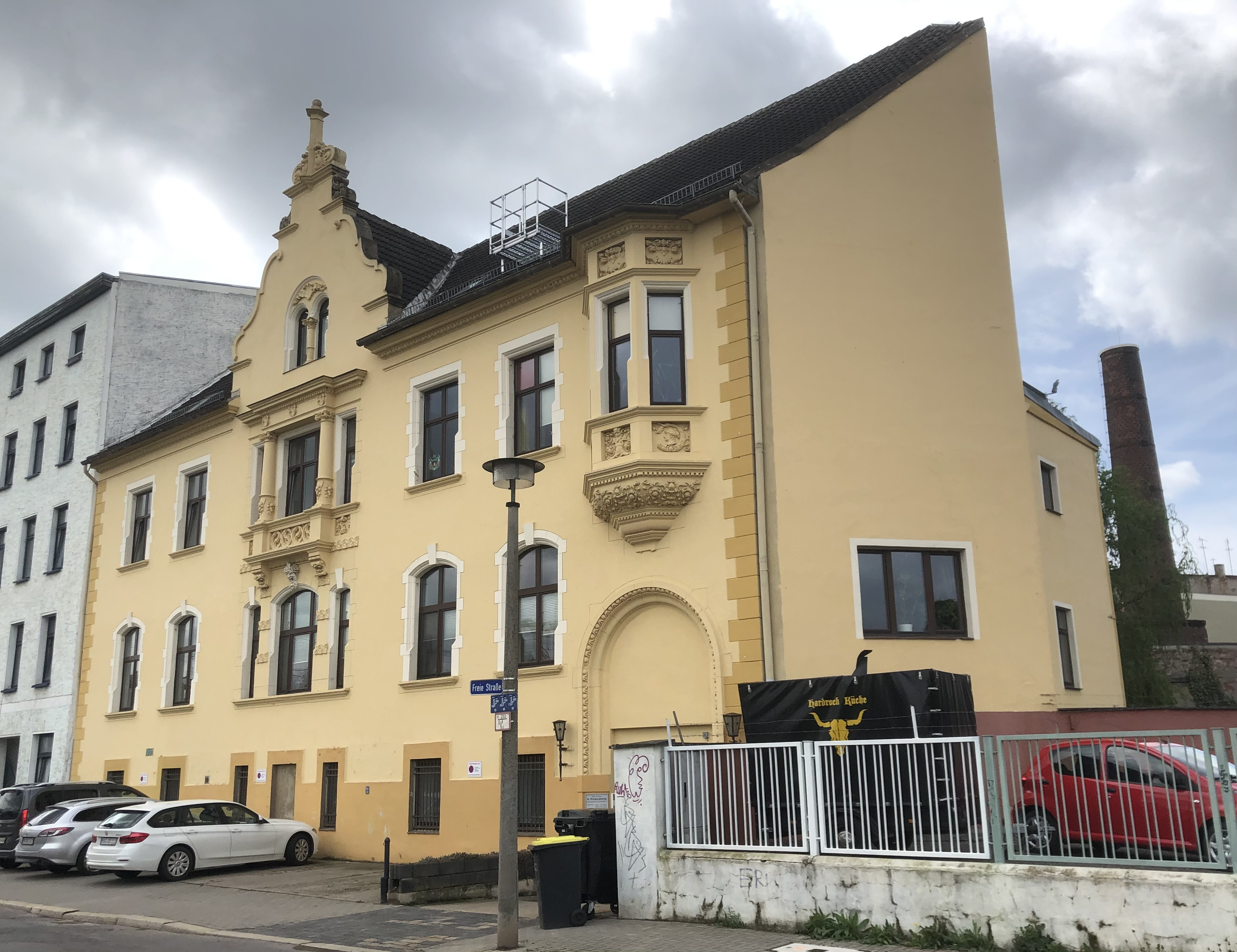
Haus Freie Straße 7 im Jahr 2021

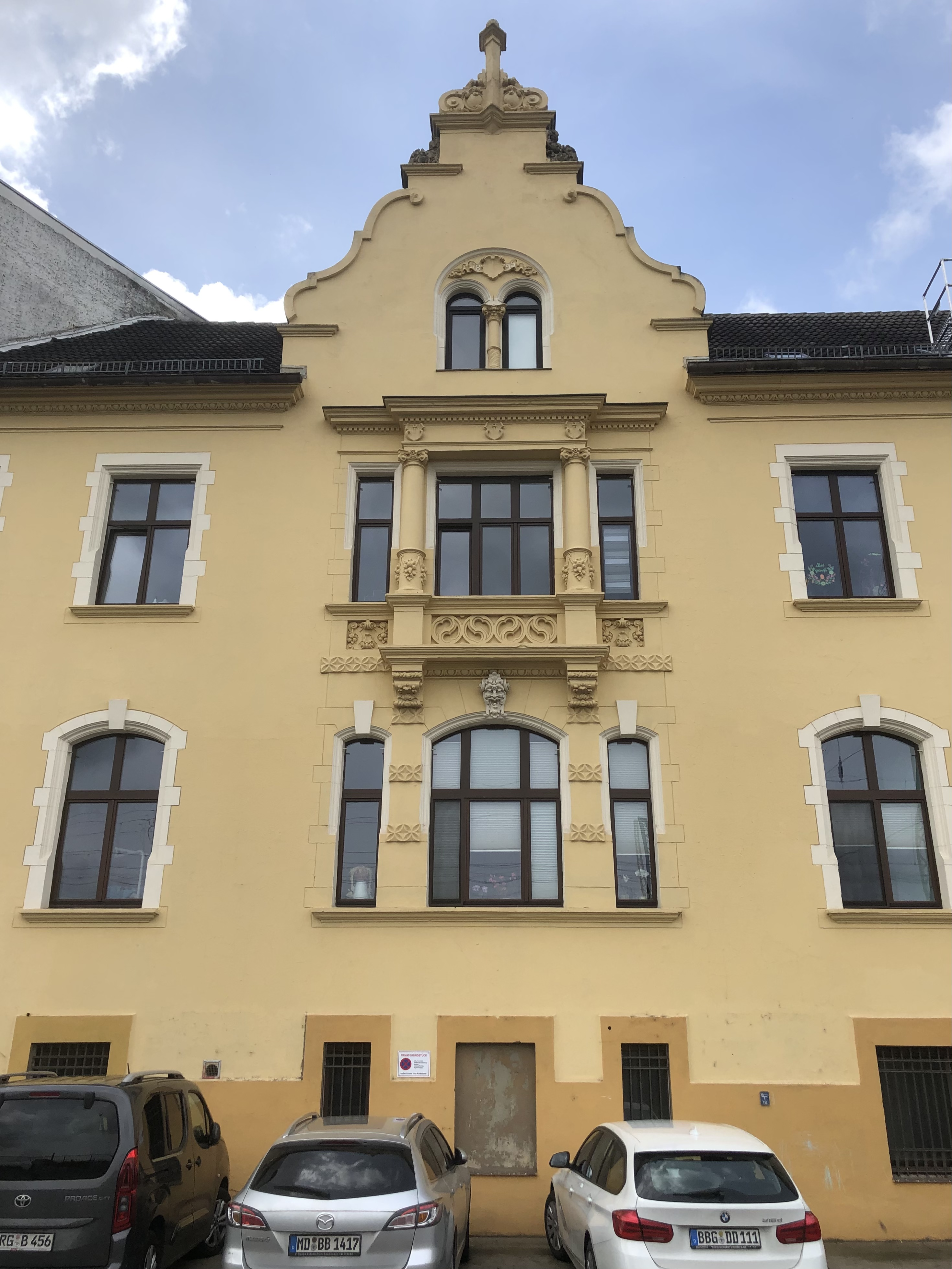
Zwerchhaus

Das Gebäude Freie Straße 7 ist eine denkmalgeschützte Villa im Magdeburger Stadtteil Leipziger Straße in Sachsen-Anhalt.

## Lage
Die Villa befindet sich auf der Westseite der Freien Straße, südöstlich des Strubeparks. Unmittelbar östlich verläuft die Bahnstrecke Magdeburg–Leipzig.

## Architektur und Geschichte
Die zweieinhalbgeschossige Villa wurde im Jahr 1894 vom Zimmermeister A. Wischeropp für den Prokuristen C. Jänicke errichtet. Die verputzte Fassade ist im Stil des Neumanierismus gestaltet und ruht auf einem hohen Sockel. Markant ist ein mit einem geschweiften Giebel versehenes Zwerchhaus. Es hat zwei kleine, von einer Säule getrennten Bogenfenster. In den Geschossen unterhalb des Zwerchhauses sind die Fenster als dreiteilige Fenstergruppe mit einem großen Fenster in der Mitte und zwei kleinen flankierenden Fenstern angeordnet. Im Obergeschoss ist die Gruppe üppig verziert. So finden sich dort ein Blendmaßwerk mit Schneuß-Ornamenten, Dreiviertelsäulen sowie Rollwerk.
In der ganz rechten Achse der Fassade befindet sich der Hauseingang. Er wird von einem hohen Bogen überspannt, der von einem Eierstab geziert wird. Oberhalb des Eingangs ist ein kleiner polygonaler reich verzierter Erker angeordnet. Das Kranzgesims des Gebäudes ist ebenfalls mit einem Eierstab verziert.
Im örtlichen Denkmalverzeichnis ist die Villa unter der Erfassungsnummer 094 80264 als Baudenkmal verzeichnet.
Die Villa gilt als sozial- und kulturgeschichtlich wesentliches Zeugnis für großbürgerliche Wohnverhältnisse am Rande des Industrieorts Buckau zur Bauzeit.